# Condado de Thomas (Kansas)
O Condado de Thomas é um dos 105 condados do estado americano de Kansas. A sede do condado é Colby, e sua maior cidade é Colby. O condado possui uma área de 2 784 km² (dos quais 0 km² estão cobertos por água), uma população de 8 180 habitantes, e uma densidade populacional de 3 hab/km² (segundo o censo nacional de 2000). O condado foi fundado em 1885.